# Venstreoppositionen
Venstreoppositionen er et udtryk, som benyttes om marxister, der kritiserer udviklingen i kommunismen i Østeuropa. Venstreoppositionen havde bl.a. Rosa Luxemburg, Trotskij og Karl Korsch som forbillede for en "ægte revolutionær politik". Som konsekvens heraf betegnede grupper på den yderste venstrefløj den sovjetiske model som "statskapitalisme" eller "bureaukratisk kollektivisme". Organisationen POUM, der var aktiv i den spanske borgerkrig, men blev nedkæmpet af Franco har været et forbillede for mange venstreoppositionelle i Europa, mens Salvador Allende og sandinisterne har været forbilledet i Sydamerika.
Nogle repræsentanter for venstreoppositionen krævede mere demokrati i de kommunistiske lande, mens andre var fortalere for en mere kompromisløs holdning til de kapitalistiske lande. Der opstod som følge heraf en splittelse blandt den yderste venstrefløj, især i Europa, fortrinsvis i spørgsmålet om anvendelse af terror som politisk våben. Nogle fandt, at terror var et legitimt middel til at opnå politiske mål, andre argumenterede for, at terror kun måtte anvendes som nødværge, mens en tredje gruppe helt afviste terror som politisk kampskridt.
- Terror som legitimt middel i den politiske kamp blev i Danmark forsvaret af bl.a. Blekingegadebanden og VS-Leninister.

- Terror som nødværge blev i Danmark bl.a. forsvaret af Anne Grethe Holmsgaard og de danske Maoister og Trotskister.

- Preben Wilhjelm og dennes tilhængere i Danmark afviste terror som kampmiddel.

Anarkister har ofte erklæret, at netop de var den egentlige venstreopposition, men dette anerkendes normalt ikke af den øvrige venstrefløj.